# Paraterschellingia fusiformis
Paraterschellingia fusiformis är en rundmaskart. Paraterschellingia fusiformis ingår i släktet Paraterschellingia, och familjen Siphonolaimidae. Arten är reproducerande i Sverige.